# Hubertus Guske
Hubertus Guske (Breslau, 21 maart 1930) is een Oost-Duits oud-politicus van de CDU. 
Guske sloot zich in 1946 aan bij de Oost-Duitse CDU. Tot 1961 was hij redacteur van de CDU-partijkrant Neuen Zeit (Nieuwe Tijd). Van 1958 tot 1964 studeerde Guske geschiedenis aan de Universiteit van Berlijn. In 1964 was hij medeoprichter van de Berliner Konferenz europäischer Katholiken (Berlijnse Conferentie Europese Katholieken), waarvan hij van 1987 tot 1990 de secretaris-generaal was. Van 1972 tot 1989 was Guske voorzitter van de Commissie Kerkvraagstukken bij het Hoofdbestuur van de CDU. Van 1987 tot 1989 was hij lid van het Hoofdbestuur van de CDU. Tussen 1959 en 1989 was Guske een medewerker van de geheime dienst, de Stasi. Het grootste deel van de berichten die Guske opstelde over de katholieke Kerk is in 1989 vernietigd.
Guske werd in 1981 onderscheiden met de Vaderlandse Verdienstenorde van de DDR.
Van 1989 tot 1990 was Hubertus Guske lid van de Grondwaardencommissie van de CDU. In 1990 richtte hij de Christelijk-Sociale Commissie op.

## Publicaties
- Kirche in gewandelter Welt (1966)
- Katholiken Leben in der DDR (1967)
- Hélder Câmara. Katholiken Lateinamerikas suchen neue Wege (1973)
- Chronik der Berliner Konferenz europäischer Katholiken 1964-1993 (1999)

- Gemeinsame Normdatei: 1222826828
- International Standard Name Identifier: 0000 0000 5188 2083
- Library of Congress Control Number: nr00010017
- Nationale Bibliotheek van Tsjechië: ola2007404766
- Nationale Bibliotheek van Israël: 987007389075705171
- Nederlandse Thesaurus van Auteursnamen: 118576992
- Système universitaire de documentation: 059740558
- Virtual International Authority File: 66982356
- WorldCat: E39PBJgHcYvRR7G78XXBV9rQbd